# استات منگنز (II)
استات منگنز(II) (به انگلیسی: Manganese(II) acetate) با فرمول شیمیایی Mn(CH۳COO)۲ (anhydrous)
Mn(CH۳COO)۲·4H۲O (tetrahydrate) یک ترکیب شیمیایی است. که جرم مولی آن ۱۷۳٫۰۲۷ g/mol می‌باشد. شکل ظاهری این ترکیب، بلورهای قرمز دستگاه بلوری مونوکلینیک است.